# 3-氧酰基-(酰基载体蛋白)还原酶
3-氧酰基-[酰基载体蛋白]还原酶（EC 1.1.1.100（页面存档备份，存于）），是一种以NAD+或NADP+为受体、作用于供体CH-OH基团上的氧化还原酶。这种酶能催化以下酶促反应：
(3R)-3-羟酰基-[酰基载体蛋白] + NADP+ {\displaystyle \rightleftharpoons } 3-氧酰基-[酰基载体蛋白] + NADPH + H+
3-氧酰基-[酰基载体蛋白]还原酶主要参与多不饱和脂肪酸等脂肪酸的生物合成过程。这种酶在以不同辅酶A衍生物为底物时对不同酰基载体蛋白衍生物表现处明显的选择性。

## 结构研究
至2007年，3-氧酰基-[酰基载体蛋白]还原酶已有21种三级结构被解析，它们对应的蛋白质数据库编号分别为：1I01、1O5I、1Q7B、1Q7C、1ULS、1UZL、1UZM、1UZN、2A4K、2B4Q、2C07、2FR0、2FR1、2NM0、2NTN、2P68、2PFF、2PH3、2PNF、2UVD及2Z5L。